# Kanton Luzy
Kanton Luzy (francouzsky Canton de Luzy) je francouzský kanton v departementu Nièvre v regionu Burgundsko. Tvoří ho 12 obcí.

## Obce kantonu
- Avrée
- Chiddes
- Fléty
- Lanty
- Larochemillay
- Luzy
- Millay
- Poil
- Rémilly
- Savigny-Poil-Fol
- Sémelay
- Tazilly